# NGC 7733
NGC 7733 (другие обозначения — PGC 72177, ESO 110-22, ESO 78-1, AM 2339-661) — спиральная галактика с перемычкой (SBb) в созвездии Тукан.
Этот объект входит в число перечисленных в оригинальной редакции «Нового общего каталога».